# Handbal op de Middellandse Zeespelen 2005
Handbal is een van de sporten die beoefend werden tijdens de Middellandse Zeespelen 2005 in Almería, Spanje. Er was zowel een mannen- als een vrouwentoernooi.

## Uitslagen
| Event   | Goud   | Zilver               | Brons     |
| ------- | ------ | -------------------- | --------- |
| Mannen  | Spanje | Kroatië              | Tunesië   |
| Vrouwen | Spanje | Servië en Montenegro | Frankrijk |

## Medaillespiegel
| Plaats | Land                 | Goud | Zilver | Brons | Totaal |
| 1      | Spanje               | 2    | 0      | 0     | 2      |
| 2      | Kroatië              | 0    | 1      | 0     | 1      |
| 2      | Servië en Montenegro | 0    | 1      | 0     | 1      |
| 4      | Frankrijk            | 0    | 0      | 1     | 1      |
| 4      | Tunesië              | 0    | 0      | 1     | 1      |
| Totaal | Totaal               | 2    | 2      | 2     | 6      |

1967 · 1975 · 1979 · 1983 · 1987 · 1991 · 1993 · 1997 · 2001 · 2005 · 2009 · 2013 · 2018 · 2022
Atletiek · Basketbal · Bocce · Boksen · Boogschieten · Gewichtheffen · Golf · Gymnastiek · Handbal · Judo · Kanovaren · Karate · Paardensport · Roeien · Schermen · Schietsport · Tafeltennis · Tennis · Voetbal · Volleybal · Waterpolo · Wielersport · Worstelen · Zeilen · Zwemmen